# Arrondissement di Neufchâteau (Belgio)
L'arrondissement di Neufchâteau (in francese Arrondissement de Neufchâteau, in olandese Arrondissement Neufchâteau) è una suddivisione amministrativa belga, situata nella provincia del Lussemburgo e nella regione della Vallonia.

## Composizione
L'arrondissement di Neufchâteau raggruppa 12 comuni:
- Bertrix
- Bouillon (Buglione)
- Daverdisse
- Herbeumont
- Léglise
- Libin
- Libramont-Chevigny
- Neufchâteau
- Paliseul
- Saint-Hubert
- Tellin
- Wellin

## Società

### Evoluzione demografica
Abitanti censiti
- Fonte dati INS - fino al 1970: 31 dicembre; dal 1980: 1º gennaio